# Олександр Давіташвілі
Олександр Давіташвілі (груз. ალექსი დავითაშვილი, нар. 21 червня 1974, Ахмета, Кахетія) — грузинський дзюдоїст.

## Спортивна кар'єра
Олександр Давіташвілі тричі (у 1994, 2000 та 2001 рр..) ставав бронзовим призером чемпіонатів Європи з дзюдо.
Брав участь в літніх Олімпійських іграх 2000 в Сіднеї. Програв у першій же сутичці турецькому дзюдоїсту Селіму Татароглу.
Після завершення спортивної кар'єри займав посаду Президента Федерації грузинської боротьби.

## «Справа грузинських борців»
28 червня 2005 року Олександр Давіташвілі і чемпіон Європи з дзюдо Георгій Ревалішвілі були затримані за звинуваченням у вимаганні 8 000 доларів у грецького бізнесмена Віллі Йорданова. Самі затримані спортсмени, стверджували, що вони не вимагали гроші, а намагалися отримати назад борг — гроші, позичені за три роки до того у їхнього родича. 30 червня вдень в будівлі засідань Верховного суду Грузії було винесено постанову про тримісячне попереднє ув'язнення затриманих. Незадоволені вердиктом суду родичі і близькі грузинських борців влаштували погром у залі засідань. Потім близько сотні протестуючих влаштували стихійний мітинг і перекрили рух на центральному проспекті Руставелі у Тбілісі. Фактично відразу ж на вулицях з'явилися і прихильники опозиційних рухів зі своєю символікою. У результаті кількість учасників акції зросла до близько тисячі осіб. Мітингувальники, серед яких було багато спортсменів-борців, вчинили опір патрульній поліції, яка приїхала звільняти проспект. Безлади були ліквідовані за допомогою спецназу, який заарештував близько 80 найактивніших учасників акції. Серед затриманих виявився, розшукуваний раніше за грабіж колишній борець Імеді Зурабішвілі. Згодом п'ятеро із заарештованих борців — Імеді Зурабішвілі, Димитрій Дуашвілі, Георгій Саулі, Бадрі Гогуа і Вано Кублашвілі — були засуджені до позбавлення волі строком на три роки за організацію безладів. У протистояння були залучені депутати Парламенту Грузії. 1 липня парламентська опозиція поставила на обговорення питання про відставку міністра внутрішніх справ Грузії Вано Мірабішвілі. Один з лідерів опозиційної Консервативної партії Коба Давіташвілі звинуватив голову МВС у провокуванні заворушень, адресувавши своїм колегам з пропрезидентської більшості «нецензурні вислови». У результаті спалахнула бійка, кілька депутатів отримали травми. Парламентська більшість звинуватила опозицію в спробі дестабілізувати ситуацію в Грузії. За словами голови парламентського комітету з оборони і національної безпеки Гіві Таргамадзе, лідери опозиції, що з'явилися на проспекті Руставелі фінансуються з Росії і роблять все, щоб розвалити країну.